# Erik Cardoso
Erik Felipe Barbosa Cardoso (Piracicaba, 3 de março de 2000) é um atleta velocista brasileiro.
Ele competiu nos 60 metros do Campeonato Mundial Indoor de 2022 sem avançar da primeira fase. Além disso, ele ganhou várias medalhas em nível regional.
Em julho de 2023, competindo no Campeonato Sul-Americano de Atletismo realizado em São Paulo, Erik correu a final dos 100 metros rasos em 9s97, sendo o primeiro brasileiro a correr esta prova em menos de 10 segundos. Com esse tempo ele ganhou a medalha de prata e obteve índice para os Jogos Olímpicos de Paris 2024.

## Recordes pessoais
- 100 m: 9,97 (vento: +0,8 m/s) —  São Paulo, 28 de julho de 2023[1]
- 200 m: 20,86 (vento: -0,1 m/s) —  Bragança Paulista, 15 de setembro de 2018

Indoor
- 60 m: 6,71 —  Cochabamba, 19 de fevereiro de 2022

## Competições internacionais
| Ano                  | Competição                                             | Local                  | Posição              | Notas                |                      |
| Representando Brasil | Representando Brasil                                   | Representando Brasil   | Representando Brasil | Representando Brasil | Representando Brasil |
| -------------------- | ------------------------------------------------------ | ---------------------- | -------------------- | -------------------- | -------------------- |
| 2017                 | Campeonato Mundial Sub-18 de Atletismo                 | Nairobi, Quênia        | 29º (h)              | 100 m                | 11.20                |
| 2019                 | Campeonato Sul-Americano de Atletismo                  | Lima, Peru             | 5º                   | 200 m                | 21.20                |
| 2019                 | Campeonato Sul-Americano de Atletismo                  | Lima, Peru             | 2º                   | 4 × 100 m            | 39.91                |
| 2019                 | Campeonato Sul-Americano Sub-20 de Atletismo           | Cali, Colômbia         | 1º                   | 100 m                | 10.23                |
| 2019                 | Campeonato Sul-Americano Sub-20 de Atletismo           | Cali, Colômbia         | 4º (h)               | 200 m                | 21.871               |
| 2019                 | Campeonato Sul-Americano Sub-20 de Atletismo           | Cali, Colômbia         | 1º                   | 4 × 100 m            | 40.30                |
| 2019                 | Campeonato Pan-Americano Sub-20                        | San José, Costa Rica   | 5º                   | 100 m                | 10.39                |
| 2019                 | Campeonato Pan-Americano Sub-20                        | San José, Costa Rica   | 19º (h)              | 200 m                | 21.97                |
| 2019                 | Campeonato Pan-Americano Sub-20                        | San José, Costa Rica   | 3º                   | 4 × 100 m            | 39.42                |
| 2021                 | Campeonato Sul-Americano de Atletismo                  | Guayaquil, Equador     | 2º (extra)           | 100 m                | 10.64                |
| 2021                 | Campeonato Sul-Americano de Atletismo                  | Guayaquil, Equador     | 1º                   | 4 × 100 m            | 39.10                |
| 2021                 | Campeonato Sul-Americano Sub-23 de Atletismo           | Guayaquil, Equador     | 1º                   | 100 m                | 10.25                |
| 2021                 | Campeonato Sul-Americano Sub-23 de Atletismo           | Guayaquil, Equador     | –                    | 4 × 100 m            | DQ                   |
| 2021                 | Jogos Pan-Americanos Junior Sub-23                     | Cali, Colômbia         | 1º                   | 100 m                | 10.33                |
| 2021                 | Jogos Pan-Americanos Junior Sub-23                     | Cali, Colômbia         | 1º                   | 4 × 100 m            | 39.21                |
| 2022                 | Campeonato Sul-Americano de Atletismo em Pista Coberta | Cochabamba, Bolívia    | 4º                   | 100 m                | 6.71                 |
| 2022                 | Campeonato Mundial de Atletismo em Pista Coberta       | Belgrado, Sérvia       | 34º (h)              | 60 m                 | 6.73                 |
| 2022                 | Campeonato Ibero-americano de Atletismo                | La Nucía, Espanha      | 4º                   | 100 m                | 10.32                |
| 2022                 | Campeonato Ibero-americano de Atletismo                | La Nucía, Espanha      | 3º                   | 4 × 100 m            | 39.32                |
| 2022                 | Campeonato Mundial de Atletismo                        | Eugene, Estados Unidos | 14º (sf)             | 100 m                | 10.15                |
| 2022                 | Campeonato Mundial de Atletismo                        | Eugene, Estados Unidos | 7º                   | 4 × 100 m            | 38.25                |
| 2022                 | Campeonato Sul-Americano Sub-23 de Atletismo           | Cascavel, Brasil       | 1º                   | 100 m                | 10.08                |
| 2022                 | Campeonato Sul-Americano Sub-23 de Atletismo           | Cascavel, Brasil       | 2º                   | 4 × 100 m            | 39.61                |
| 2022                 | Jogos Sul-Americanos                                   | Assunção, Paraguai     | –                    | 4 × 100 m            | DNF1                 |

1 Não largou na final